# Jarosław de Bogoria et Skotnik
Jarosław Skotnicki ou Jarosław de Skotnik (vers 1276 – 17 septembre 1376) est archevêque de Gniezno de 1342 à 1374.